# Choriorétinite pigmentaire
 Mise en garde médicale
La choriorétinite pigmentaire est une atteinte des pigments de l'œil, par inflammation de la choroïde et de la rétine.
Nom commun, féminin, composé de :
- chorio, du grec khorion : « choroïde » (membrane vasculaire qui nourrit la rétine) ;
- rétin, du latin rete : « filet », en biologie, « rétine », membrane sensible du fond de l’œil ;
- ite, du grec -itis : suffixe servant, en médecine,à désigner une maladie inflammatoire.

La choriorétinite est l'inflammation de la choroïde et de la rétine. Elle est dite pigmentaire car elle atteint les pigments de la rétine.

## Épidémiologie
La forme la plus courante est la choriorétinite toxoplasmique, inflammation consécutive à la contamination congénitale par le toxoplasme.
Dans environ 80 % des cas, l'enfant est indemne à la naissance mais est porteur d'anticorps caractéristiques, les IgM.
La toxoplasmose se déclare plus tard dans sa vie, en général à l'adolescence. Il s'ensuit des lésions oculaires généralement faciles à reconnaître, jaunâtres qui peuvent être paramaculaires ou parapapillaires. Il en résulte des cicatrices pigmentées à l'emplacement desquelles la vision est déformée ou absente.
Le CMV peut également engendrer une choriorétinite dans le cadre de la maladie des inclusions cytomegaliques.
Un autre cas de choriorétinite est décrit dans le cas d'une pathologie symptomatique telle que la gale filarienne (prurit).